# Shama cua-roig
El Shama cua-roig (Copsychus pyrropygus; syn: Trichixos pyrropygus) és una espècie d'ocell de la família dels muscicàpids (Muscicapidae) pròpia del sud-est asiàtic. El seu estat de conservació es considera gairebé amenaçat.

## Taxonomia
Va ser descrit científicament per l'ornitòleg francès René Primevère Lesson el 1839, amb el nom de Trichixos pyrropygus. Tradicionalment se l'ha inclòs a la família dels túrdids (Turdidae), però ara se'l classifica a la família Muscicapidae. A més, des de la seva descripció es considerava l'única espècie del gènere Trichixos, però diversos estudis genètics demostren la seva pertència al gènere Copsychus, criteri que fou adptat per la Classificació del Congrés Ornitològic Internacional (versió 11.2, 2021). Tanmateix, el Handook of the Birds of the World i la quarta versió de la BirdLife International Checklist of the birds of the world (desembre 2019) el continuen classificant dins del gènere monotípic Trichixos (T. pyrropygus).